# Hermann Ohlicher
Hermann Ohlicher (* 2. November 1949 in Wolpertswende) ist ein ehemaliger deutscher Fußballspieler. Für den VfB Stuttgart kam er auf 318 Bundesligaspiele und erzielte dabei 96 Tore.
Ohlicher begann seine Profikarriere 1973 beim VfB Stuttgart als Stürmer und beendete sie als Mittelfeldorganisator 1985 beim selben Verein, den er von 1975 bis 1982 als Mannschaftskapitän angeführt hatte. 1984 wurde er mit seinem Klub Deutscher Meister und 1979 Zweiter, nachdem er 1975 mit dem VfB in die Zweite Liga ab- und 1977 wieder aufgestiegen war und sich in der anschließenden Saison für den UEFA-Pokal qualifiziert hatte.

## Werdegang

### Beginn beim VfB Stuttgart
Hermann Ohlicher wurde in Bruggen (Gemeinde Wolpertswende) geboren und wuchs im oberschwäbischen Mochenwangen (Gemeinde Wolpertswende) auf. Nach dem Abitur begann er ein Studium, das er als Diplom-Ingenieur abschloss. Im Sommer 1973 wechselte der bisherige Amateurspieler vom FV Ravensburg, mit dem er kurz zuvor im Endspiel um den WFV-Pokal 1972/73 gestanden hatte und bei der Niederlage gegen den VfL Sindelfingen im Elfmeterschießen während der regulären Spielzeit als Torschütze erfolgreich gewesen war, zum seinerzeit einzigen württembergischen Bundesligisten VfB Stuttgart.
Ohlicher war in seiner ersten Saison in der Bundesliga 1973/74 in 33 Spielen im Einsatz und schoss dabei 17 Tore.
In der Abstiegssaison 1974/75 bestritt er alle 34 Spiele und kam erneut auf 17 Tore. Er blieb auch in der 2. Liga im Verein und trat als VfB-Kapitän die Nachfolge von Buffy Ettmayer an.
In der Aufstiegssaison 1976/77 schoss Ohlicher 15 Tore.
Ohlicher war in der ersten Saison nach dem Aufstieg an die Seite von Hansi Müller in das Mittelfeld zurückgewechselt, wo er elf Tore erzielte. 1982 löste Bernd Förster Ohlicher als Mannschaftskapitän ab.
In der Saison 1983/84 wurde Ohlicher u. a. an der Seite von Ásgeir Sigurvinsson mit dem VfB Deutscher Meister. Beim entscheidenden Spiel in Bremen am 33. Spieltag schoss er in der 83. Minute den 2:1-Siegtreffer. Da der HSV gleichzeitig gegen Frankfurt verloren hatte, stand der VfB zum ersten Mal nach 1952 wieder an der Spitze.

### Europapokal
Gleich in seiner ersten Saison spielte Ohlicher mit dem VfB Stuttgart im UEFA-Pokal 1973/74. Nach Siegen über Nikosia, Tatran Prešov, Dynamo Kiew und Vitória Setúbal erreichte man das Halbfinale, in dem der VfB gegen den späteren Sieger Feyenoord Rotterdam ausschied. Ohlicher erzielte in neun Spielen sieben Tore. In der Saison 1978/79 erzielte er am 22. November 1978 in der dritten Runde des UEFA-Pokals gegen Dukla Prag beim 4:1 den vierten Treffer, das Rückspiel in Prag verlor Stuttgart mit 0:4 und schied aus. In der folgenden Europapokalsaison erreichte Ohlicher mit dem VfB erneut das Halbfinale des UEFA-Pokals, dort scheiterte der VfB im deutschen Duell an Borussia Mönchengladbach. Nach dem Meisterschaftsgewinn 1984 nahm er mit Stuttgart 1984/85 am Europapokal der Landesmeister teil (ausgeschieden in der ersten Runde gegen Lewski Sofia).

### Das Leben nach der Profikarriere
Im Sommer 1985 beendete Ohlicher seine Laufbahn beim VfB Stuttgart. Er zählt mit seinen 318 Bundesliga-Spielen und 96 Toren sowie den 72 Spielen in der 2. Bundesliga und 30 Toren zu den bedeutendsten Spielern des VfB.
Beruflich war Ohlicher zuletzt in leitender Funktion bei einer Toto-Lotto-Gesellschaft tätig. Er golft regelmäßig und hat ein Handicap von 3,5.
Ohlicher wurde 2010 Mitglied des Ehrenrats des VfB Stuttgart und übernahm 2014 den Vorsitz des Gremiums, bis er am 9. Oktober 2016 in den Aufsichtsrat des VfB gewählt wurde. Am 15. Februar 2021 legte er sein Mandat aus gesundheitlichen Gründen nieder.

## Erfolge
- Deutscher Meister 1984